# Киргистан на Светском првенству у атлетици у дворани 1997.
Киргистан је учествовао на 6. Светском првенству у атлетици у дворани 1997. одржаном у Паризу од 7. до 9. марта. 
У његовом трећем учешћу на светским првенствима у дворани Киргистан је представљало двоје атлетичара (један мушкарац и једна жена), који су се такмичили у две атлетске дисциплине. 
Атлетичари Киргистана нису освојили ниједну медаљу, нити су оборили неки рекорд.

## Учесници
| Мушкарци: - Борис Кавешников — 800 м | Жене: - Јелена Бобровска — 60 м |

## Резултати

### Мушкарци
| Атлетичар        | Дисциплина | Лични рекорд | Квалификације | Квалификације | Полуфинале           | Полуфинале           | Финале               | Финале       | Детаљи |
| Атлетичар        | Дисциплина | Лични рекорд | Резултат      | Место         | Резултат             | Место                | Резултат             | Место        | Детаљи |
| ---------------- | ---------- | ------------ | ------------- | ------------- | -------------------- | -------------------- | -------------------- | ------------ | ------ |
| Борис Кавешников | 800 м      | 1:48,88о     | 1:52,96       | 3. у гр. 3    | Није се квалификовао | Није се квалификовао | Није се квалификовао | 22 / 26 (28) |        |

### Жене
| Атлетичарка      | Дисциплина | Лични рекорд | Квалификација | Квалификација | Полуфинале            | Полуфинале            | Финале                | Финале       | Детаљи |
| Атлетичарка      | Дисциплина | Лични рекорд | Резултат      | Место         | Резултат              | Место                 | Резултат              | Место        | Детаљи |
| ---------------- | ---------- | ------------ | ------------- | ------------- | --------------------- | --------------------- | --------------------- | ------------ | ------ |
| Јелена Бобровска | 60 м       |              | 7,66          | 4. у гр. 4    | Није се квалификовала | Није се квалификовала | Није се квалификовала | 29 / 35 (38) |        |